# Aphelinus uncinctiventris
Aphelinus uncinctiventris är en stekelart som beskrevs av Girault 1932. Aphelinus uncinctiventris ingår i släktet Aphelinus och familjen växtlussteklar. Inga underarter finns listade i Catalogue of Life.